# Brendan Hines-Ike
Brendan Hines-Ike, né le 30 novembre 1994 à Denver aux États-Unis, est un joueur américain de soccer qui joue au poste de défenseur à l'Austin FC en MLS.

## Biographie
Hines-Ike commence le soccer au poste d'attaquant. Il joue ainsi pour son club local, le Chivas Denver, lui attribuant beaucoup de ses premiers succès. Après avoir joué pour deux autres clubs différents, il est recruté pour rejoindre son frère aîné dans les équipes de jeunes de la Major League Soccer du côté du Chivas USA. Il joue ensuite à l'université où il passe trois ans avec les Bluejays de Creighton. De là, il joue ensuite une saison avec les Bulls de South Florida, avant de signer avec le club suédois de l'Örebro SK avant le début de la saison 2016. 
Après la signature d'un contrat de quatre ans avec l'Örebro SK, Hines-Ike est repêché par l'Impact de Montréal lors de la troisième ronde du MLS SuperDraft 2016. Hines-Ike fait ses débuts professionnels contre l'équipe de Djurgården IF le 3 avril 2016.
En juillet 2018, alors qu'il a participé à 70 rencontres avec le club suédois, il est transféré au KV Courtrai pour un montant estimé à 750 000 dollars américains, alors l'un des plus gros transferts sortants de l'Örebro SK.
À Courtrai, il peine à s'imposer comme titulaire en défense centrale. Par conséquent, le 8 mars 2021, il est prêté au D.C. United en Major League Soccer. Il est finalement transféré dans le club de la capitale américaine le 4 janvier 2022 après avoir joué treize rencontres en 2021 avec D.C. United.